# Novokràsnoie
Novokràsnoie (en rus: Новокрасное) és un poble de l'óblast d'Astracan, a Rússia, segons el cens del 2010 tenia 295 habitants.